# Waag (Leeuwarden)
De Waag is een waaggebouw in de Nederlandse stad Leeuwarden.

## Geschiedenis
De waag is over het algemeen het middelpunt van een marktstad. Waar gehandeld wordt, wordt gewogen en gemeten. Voor het bepalen van het juiste gewicht van de handelswaar was een marktkoopman vroeger aangewezen op de waag, een publiek weeghuis. Sinds wanneer Leeuwarden een waag bezit, is niet precies bekend. De oudste vermelding van een waag in Leeuwarden dateert uit 1483. Uit dit document blijkt ook dat de waag in die tijd een gevestigd instituut was. Van andere Friese steden is bekend dat er aan het einde van de veertiende eeuw een waag aanwezig is. Het is niet aannemelijk dat Leeuwarden in deze ontwikkeling achterliep, dus wordt ervan uitgegaan dat er ook in ook in Leeuwarden al in de veertiende eeuw sprake van een waag was.
De waag waar in 1483 over gesproken wordt, heeft even ten oosten van het huidige gebouw gestaan. Hoewel men wist waar deze ongeveer had gestaan wist men niet of er nog restanten in de grond waren en wat de precieze afmetingen waren. Bij archeologisch onderzoek op de Nieuwestad werden in 2023 overblijfselen waaronder de vloer van deze middeleeuwse waag blootgelegd. Uit dit onderzoek bleek dat het gebouw ten tijde van de bouw van de vervangende waag er slecht aantoe moet zijn geweest. De muren die werden aangetroffen waren verzakt. Na dit onderzoek werd op die plaats een picknickgazon genaamd Het Groen Waagplein gerealiseerd.
De waag die vandaag de dag op het Waagplein staat, is omstreeks 1590 gebouwd. In die tijd was het verplicht voor een marktkoopman zijn goederen te laten wegen op de waag. Deze verplichting gold vooral voor (groot)handelaren in vlees en zuivel.
Het product dat op de waag in Leeuwarden de overhand had was zuivel, en dan vooral boter. Deze werd op de wekelijkse marktdagen in groten getale aangevoerd. De waag in Leeuwarden stond daarom ook wel bekend als de ‘boterwaag’. Er werden natuurlijk ook wel andere producten gewogen in de Leeuwarder waag, maar de hoeveelheden hiervan bleven in het niet bij die van zuivel (boter en kaas red.). Ter illustratie: tussen 1830 en 1860 werd jaarlijks gemiddeld 1.656.922 kg boter, 225.905 kg kaas en slechts 24.326 kg aan andere goederen gewogen. De relatief beperkte hoeveelheid kaas heeft als oorzaak dat er in Friesland tot aan het eind van de twintigste eeuw vooral boter geproduceerd werd.
De Waag op de Nieuwestad is tot 1880 in gebruik geweest. Vanaf dat jaar werd er gewogen in het nieuwe Beurs- en waaggebouw aan het beursplein. Sinds de jaren 80 is in dit laatste gebouw de Openbare Bibliotheek gehuisvest en in 2019 opgevolgd door de Friese afdeling van de Rijksuniversiteit Groningen. In het waaggebouw is een lunchroom gevestigd.

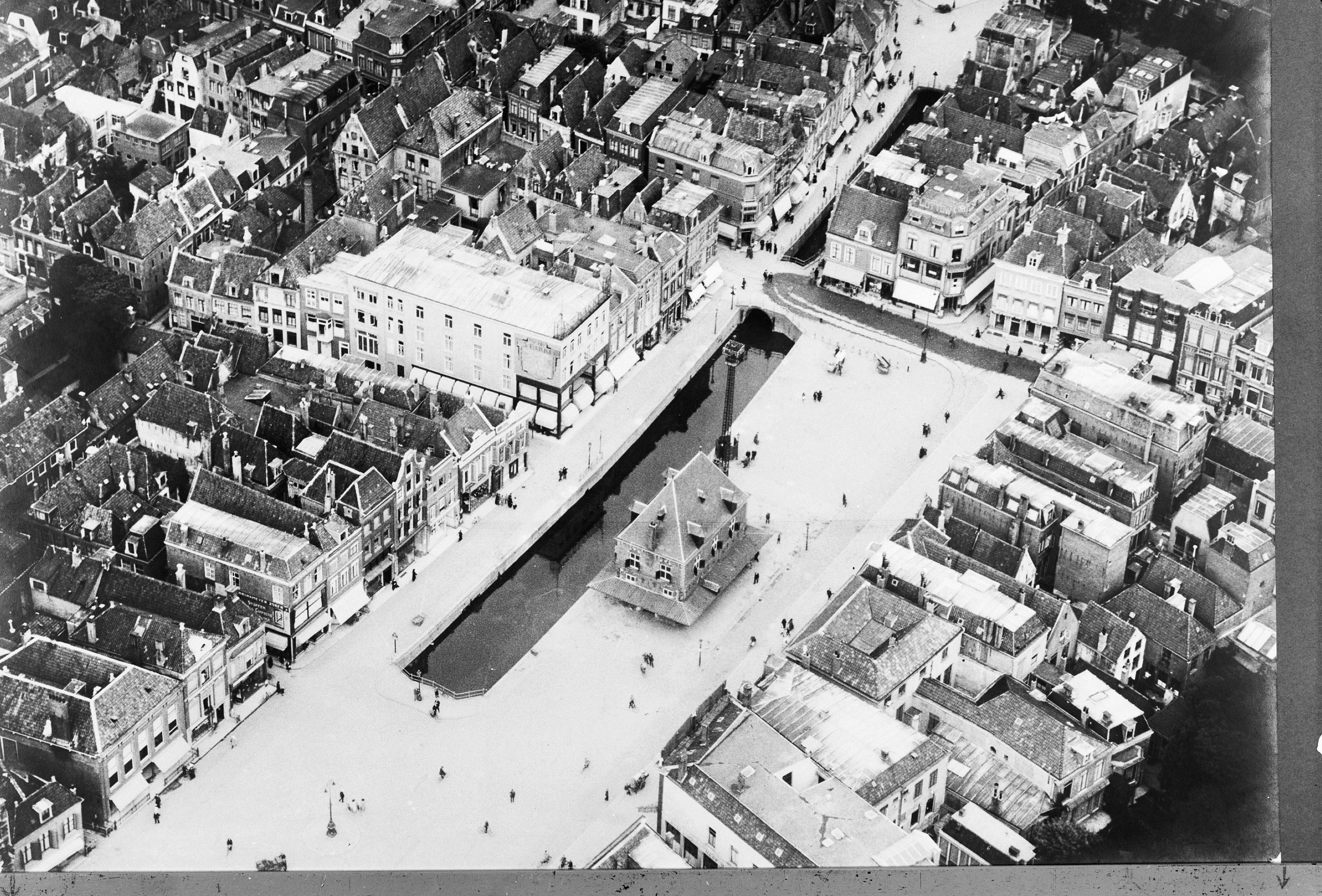
Luchtfoto van de waag tussen 1920 en 1940

Bolsward · 
Dokkum ·
Franeker ·
Gorredijk ·
Harlingen ·
Hindeloopen ·
Kollum ·
Langweer ·
Leeuwarden ·
Leeuwarden (beurs) ·
Lemmer ·
Makkum ·
Oldeboorn ·
Sloten ·
Workum